# جويل بلاك
جويل بلاك (بالإنجليزية: Joel Black)‏ هو صحفي أمريكي، ولد في 1950.